# 12月26日
12月26日是公历一年中的第360天（闰年第361天），离全年结束还有5天。

2004年印度洋大地震 - 印度洋海啸的电脑模拟示意图

## 大事记

### 19世紀以前
- 1606年：英国文学家莎士比亚创作的戏剧《李尔王》进行了首次有记载的演出。
- 1792年：路易十六在巴黎接受審判。

### 19世紀
- 1871年：英国戏剧合作伙伴吉尔伯特与沙利文合作的首部歌剧《泰斯庇斯》在伦敦首演。
- 1893年：中国共产主义革命家、首任中国共产党中央委员会主席毛泽东出生。
- 1898年：法國科學院物理學家皮埃爾·居禮和瑪麗·居禮公開新發現的化學元素鐳。
- 1900年：一隊救援人員抵達蘇格蘭夫蘭南群島燈塔後，發現之前的救援人員全數失蹤。

### 20世紀
- 1916年：約瑟夫·霞飛被授予法國元帥。
- 1919年：美國棒球球隊波士頓紅襪將貝比·魯斯賣給紐約洋基，隨後開始傳出貝比魯斯魔咒。
- 1943年：第二次世界大戰：在北角海戰中，德國沙恩霍斯特號戰艦在試圖攻擊北極船團時被擊沉。
- 1946年：佛朗明哥飯店在拉斯维加斯開幕。
- 1974年：澳洲達爾文港風災後重建。
- 1975年：第一个得以超过2马赫飞行的商业航空器Tu-144开始投入服务。
- 1986年：香港仔避風塘發生四級大火。
- 1989年：南京反非洲人抗議事件開始。
- 1991年：蘇聯最高蘇維埃通過決議宣布蘇聯停止存在，蘇聯正式解體。
- 1996年：《聯合國防治荒漠化公約》生效。

### 21世紀
- 2001年：有史以來全球第二最接近赤道形成的熱帶氣旋「畫眉」於新加坡近海形成。
- 2003年：伊朗东南部城市巴姆郡发生规模6.6的强烈地震，造成26,271人死亡，30,000人受伤。
- 2004年：印度尼西亞蘇門答臘外海發生MW 9.1大地震，造成超過22.9萬人死亡。
- 2006年：台灣恆春發生黎克特制7.0級地震，造成2人死亡，42人受傷。
- 2019年：呼吸與重症醫學科醫生張繼先上報不明原因肺炎，人類首次發現嚴重特殊傳染性肺炎。
- 2019年：日环食，该日食从沙特阿拉伯东部省北部在日出时最先看到此次日环食，随后月球伪本影向东南移动，划过阿拉伯半岛、阿拉伯海、印度南部、斯里兰卡北部、孟加拉湾后，在印尼苏门答腊岛和巴东岛之间的海峡达到最大食分。此后伪本影将转向东北移动，穿过马来群岛进入太平洋，在日落前不久覆盖关岛和北马里亚纳群岛最南部的罗塔岛，最终在日落时分结束于威克岛以西约1040公里处的洋面。
- 2022年：中華人民共和國國家衛生健康委員會發布公告，將嚴重特殊傳染性肺炎在中國大陸之名稱由「新型冠狀病毒肺炎」更名為「新型冠狀病毒感染」，並解除對其採取之甲類傳染病預防、控制措施。

## 出生
- 1194年：腓特烈二世，神聖羅馬皇帝（1250年逝世）
- 1536年：李珥，朝鮮王朝儒學者（1584年逝世）
- 1653年：約翰·康拉德·派亞，瑞士解剖學家（1712年逝世）
- 1682年：棉布傑克，英國海盜（1720年逝世）
- 1756年：貝爾納·熱爾曼·德·拉塞佩德，法國博物學家（1825年逝世）
- 1791年：查爾斯·巴貝奇，英國數學家、哲學家、機械工程學家（1871年逝世）
- 1837年：喬治·杜威，美國海軍特級上將（1917年逝世）
- 1864年：丘逢甲，清末台灣詩人、教育家。（1912年逝世）
- 1867年：潘佩珠，越南獨立運動革命家（1940年逝世）
- 1869年：伊澤多喜男，日本政治人物，第10任臺灣總督（1949年逝世）
- 1870年：比希尼婭·博爾滕，阿根廷記者、活動家（1960年逝世）
- 1872年：諾曼·安吉爾，英國演講家、作家、英國工黨國會議員，1933年諾貝爾和平獎得主（1967年逝世）
- 1880年：埃爾頓·梅奥，澳洲心理學家、社会學家（1949年逝世）
- 1882年：塔達斯·伊瓦納斯卡斯，立陶宛動物學家（1970年逝世）
- 1887年：白思華，英國陸軍將領（1966年逝世）
- 1888年：菊池寬，日本小說家、劇作家、記者（1948年逝世）
- 1891年：亨利·米勒，美國作家、業餘畫家，文壇怪傑（1980年逝世）
- 1893年：毛泽东，中国共产党第一任中央委员会主席，中国共产党、中华人民共和国、中国人民解放军的主要缔造者（1976年逝世）
- 1902年：戴神庇，臺灣醫師（1946年逝世）
- 1907年：老艾伯特·戈爾，美國政治人物，田納西州聯邦參議員，美國第45任副總統艾伯特·戈爾之父（1998年逝世）
- 1914年：理查德·威德馬克，美國男演員、製片人（2008年逝世）
- 1918年：喬治·拉利斯，希臘政治人物，前任希臘總理（2006年逝世）
- 1920年：麥理浩勳爵夫人，第25任香港總督麥理浩勳爵的妻子（2020年逝世）
- 1928年：馬丁·庫珀，美國發明家，行動電話的發明者
- 1929年：龔育之，中國共產黨著名理論家（2007年逝世）
- 1930年：威爾弗雷德·馬德隆，德裔美國伊斯蘭史學者（2023年逝世）
- 1934年：林黛，香港國語电影女演員（1964年逝世）
- 1937年：納辛貝·埃亞德馬，多哥政治人物，第5任多哥總統（2005年逝世）
- 1937年：約翰·何頓·康威，英國數學家（2020年逝世）
- 1940年：爱德華·普雷斯科特，美國经济學家，2004年諾貝爾经济學獎得主（2022年逝世）
- 1941年：克勞斯·邦薩克，德國男子雪橇運動員（2023年逝世）
- 1944年：高雄，香港男演員
- 1946年：約瑟夫·斯發基斯，希臘計算機科學家
- 1947年：大河原邦男，日本動画機械設定師
- 1947年：卡爾頓·費斯克，前美國職棒大聯盟捕手
- 1947年：喬治·孔羅特，斐濟政治人物，第5任斐濟總統
- 1949年：若澤·拉莫斯·奥爾塔，東帝汶政治人物，現任東帝汶總统，1996年諾貝爾和平獎得主
- 1950年：拉賈·佩爾韋兹·阿什拉夫，巴基斯坦總理
- 1952年：亞歷山大·安克瓦布，阿布哈茲第10任總理
- 1953年：蔡國權，香港男歌手
- 1953年：萊昂内爾·费爾南德斯，多明尼加政治人物，第50、52任多明尼加共和國總統
- 1953年：托馬斯·亨德里克·伊爾韋斯，愛沙尼亞政治人物，前任愛沙尼亞總統
- 1955年：埃文·貝赫，美國參議院議員
- 1959年：王立军，中國副市長、公安局局長
- 1959年：森本晃司，日本動畫導演
- 1961年：安德魯·劳克，澳大利亞登山家
- 1962年：讓-馬克·費雷里，法國職業足球運動員
- 1963年：拉爾斯·烏爾里希，丹麥樂師，金屬樂隊鼓手、創始人
- 1963年：比爾·温宁顿，加拿大前職業籃球運動員
- 1964年：伊麗莎白·柯斯托娃，美國小說家
- 1968年：拜倫·霍華德，美國動畫導演、編劇、監製、動畫師、配音員
- 1970年：梁文道，香港文化人、傳媒人
- 1971年：傑瑞德·雷托，美國男演員、歌手
- 1974年：愛德華·奧馬內·博阿馬，迦納政治人物（2025年逝世）
- 1974年：何超儀，香港女演員、歌手
- 1975年：埃德·斯塔福德，英國探險家
- 1975年：马塞洛·里奥斯，智利職業網球運動員
- 1976年：李·德美，捷克國家跳水隊成員、色情女演員、成人模特兒（2004年逝世）
- 1976年：基里爾·斯特列穆索夫，烏克蘭親俄分離主義政治人物、博客主（2022年逝世）
- 1978年：蔣萬安，臺灣政治人物，現任臺北市市長
- 1978年：中川里江，日本女性聲優
- 1979年：霍建華，台灣男演員
- 1979年：克里斯·道特雷，美國搖滾樂詞曲創作男歌手、吉他手
- 1980年：曹政奭，韓國男演員
- 1981年：張穎康，香港男演員
- 1982年：劉蕓，中國女演員
- 1982年：小栗旬，日本男演員
- 1983年：李野，中國男子短道速滑運動員
- 1983年：王大仁，台灣裔美國時装設計師
- 1984年：崔恩景，韓國女子短道速滑運動員
- 1985年：城田優，日本演員、歌手
- 1985年：貝絲·貝爾斯，美國女演員
- 1986年：雨果·洛里斯，法國職業足球運動員
- 1986年：喬·亞历山大，美國籃球運動員
- 1986年：基特·哈靈頓，英國男演員
- 1988年：能登有沙，日本女性聲優
- 1988年：宋元錫，韓國男演員
- 1989年：李琴峰，台灣小說家、翻譯家
- 1989年：秋山奈奈，日本女藝人
- 1989年：德井青空，日本女性聲優
- 1989年：郭潤起，韓國男子短道速滑運動員
- 1989年：約安·布雷克，牙買加男子短跑運動員
- 1989年：索菲亚内·费古利，阿爾及利亞職業足球運動員
- 1990年：阿隆·拉姆塞，威爾士足球員
- 1991年：佐香智久，日本唱作歌手
- 1992年：夏志明，香港足球員
- 1992年：方逸倫，中國男演員
- 1993年：胡一天，中國男演員
- 1994年：金炫廷，韓國女子偶像團體宇宙少女成員[1]
- 1995年：金東輝，韓國男演員
- 1996年：松井愛莉，日本女演員、時装模特兒
- 1999年：吳磊，中國男演員
- 2000年：山繆·謝維揚，美國西洋棋棋士
- 2000年：谷川聖，日本女子偶像團體AKB48成員
- 2001年：Kyla，韓國女子偶像團體PRISTIN成員
- 2001年：小栗有以，日本女子偶像團體AKB48成員
- 生年不詳：深田愛衣，日本女性聲優

## 逝世
- 1797年：約翰·威爾克斯，英國激進主義記者、政治人物（1725年出生）
- 1896年：埃米爾·杜布瓦-雷蒙，德國內科醫生、生理學家（1818年出生）
- 1902年：伊麗莎白·凱迪·斯坦頓，美國作家、行動主義者，19世紀美國女權運動領袖（1815年出生）
- 1909年：瑪麗·簡·理查森·瓊斯，非裔美國慈善家，倡導女性參政權、主張廢除奴隸制（1819年出生）
- 1918年：阿德斯汀·諾曼，挪威畫家（1848年出生）
- 1944年：朱生豪，中国翻译家（1912年出生）
- 1958年：莫幹生，香港紳商，太古洋行末任買辦（1882年出生）
- 1960年：和辻哲郎，日本哲學家、倫理學家、文化史家、日本思想史家（1889年出生）
- 1968年：荀慧生，中国著名京剧演员（1900年出生）
- 1972年：哈利·S·杜鲁门，美國政治人物，第33任美國總統（1884年出生）
- 1974年：傑克·本尼，美國男演員（1894年出生）
- 1979年：赫爾穆特·哈斯，德國數學家（1898年出生）
- 1987年：梅爾福德·史蒂文森，英國大律師、法官（1902年出生）
- 1987年：朵洛西·布利斯，美國動物學家（1916年出生）
- 1999年：尚卡爾·達亞爾·夏爾馬，印度政治人物，第9任印度總統（1918年出生）
- 1999年：柯提斯·梅菲爾德，美國黑人靈魂樂歌手（1942年出生）
- 2001年：奈杰尔·霍桑，知名BBC政治喜剧是的大臣演员（1929年出生）
- 2006年：傑拉德·福特，美國政治人物，第38任美國總統（1913年出生）
- 2007年：保羅·D·麥克萊恩，美國醫生、神經科學家（1913年出生）
- 2009年：栾义军，前八一足球俱乐部足球運動員（1967年出生）
- 2010年：艾伯特·吉奧索，美國核化學家（1915年出生）
- 2011年：高华，中国历史学家（1954年出生）
- 2012年：格里·安德森（英语：Gerry Anderson），知名科幻木偶劇雷鳥神機隊製作人（1929年出生）
- 2018年：羅伊·格勞伯，美國物理學家，2005年諾貝爾物理學獎得主（1925年出生）
- 2019年：魏巍，中國籍日本死刑犯，2003年在日本留學期間於福岡縣福岡市強盜並殺害一家4口，2011年死刑定讞。[2]
- 2021年：戴斯蒙·屠圖，南非聖公會開普敦教區榮休大主教，1984年諾貝爾和平獎得主（1931年出生）
- 2021年：卡羅洛斯·帕普利亞斯，希臘外交部長、希臘總統（1929年出生）
- 2021年：艾德華·威爾森，美國昆蟲學家、博物學家、生物學家（1929年出生）
- 2021年：尚-馬克·瓦利，加拿大電影導演、編劇、製片、剪輯師（1963年出生）
- 2022年：關肇鄴，中國建築師（1929年出生）
- 2022年：李慶忠，中國石油工程專家（1930年出生）
- 2022年：關橋，中國工程師（1935年出生）
- 2023年：黎淑賢，香港女藝人（1977年出生）
- 2024年：曼莫汉·辛格，印度經濟學家、政治人物，第13任印度總理（1932年出生）
- 2024年：蒔田尚昊，日本作曲家（1935年出生）

## 节假日和习俗
- 西方基督教：聖斯德望日
- 英联邦：節禮日。香港人普遍視此日為「拆礼物日」。
- 斯洛維尼亞：独立节
- 保加利亚：父親節
- 中华人民共和国：毛澤東誕辰日（毛誕）。中國非官方節日，12月26日是中華人民共和國締造者之一的毛澤東誕辰日。